# 明治大学
明治大学（日语：／ Meiji daigaku）是一所日本私立大学，簡稱明治（めいじ）、明大（めいだい），校本部位於东京都千代田區。
明治大学与早稻田大学、慶應義塾大學、法政大學、立教大學、东京大学共同组成“東京六大學棒球聯盟”，同时也是关东「难关私大」（非常難考的私立大學）“MARCH”之一，校友包括2名內閣總理大臣。

## 歷史

明治大學創立者
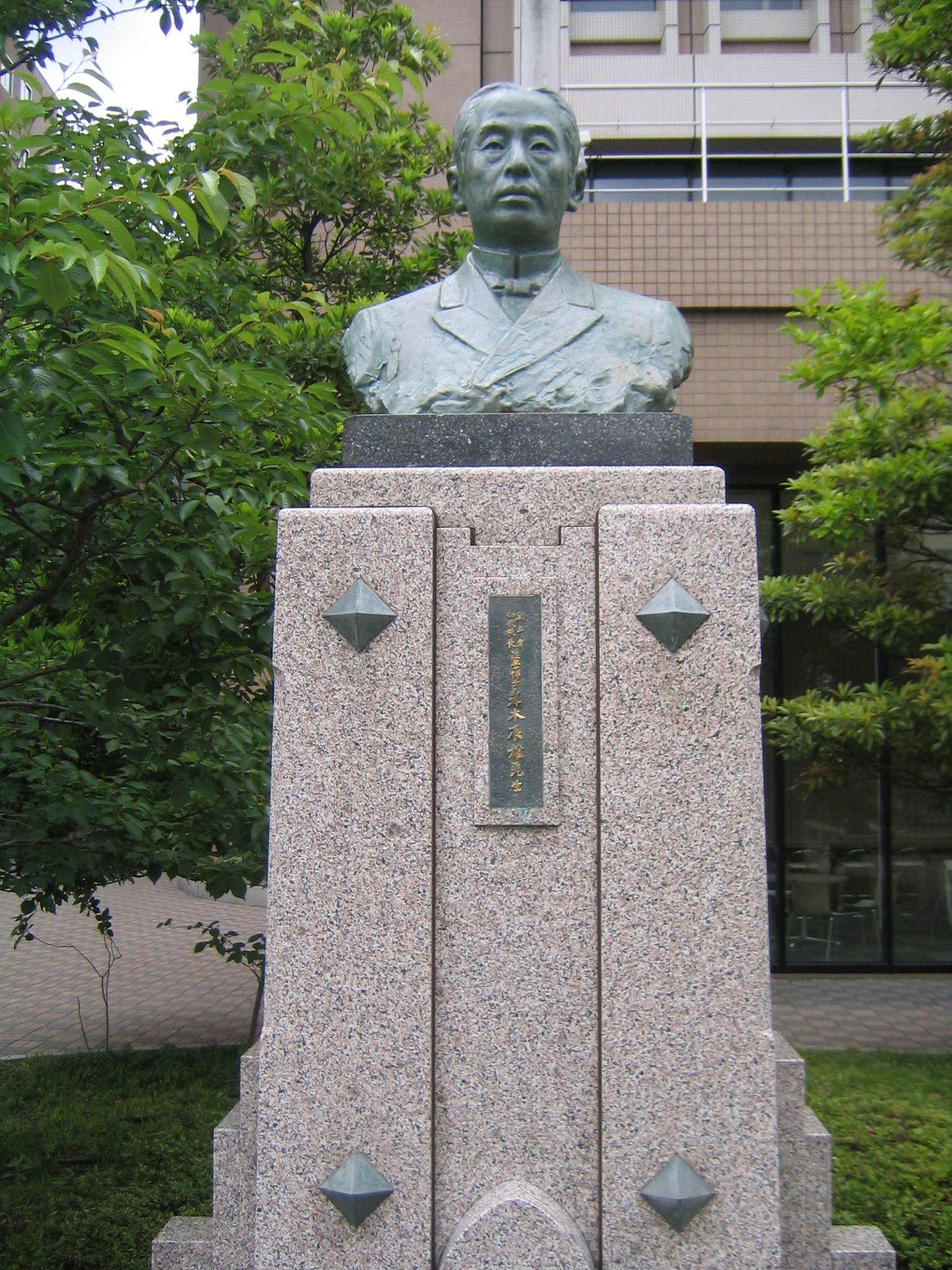
岸本辰雄（日语：岸本辰雄）
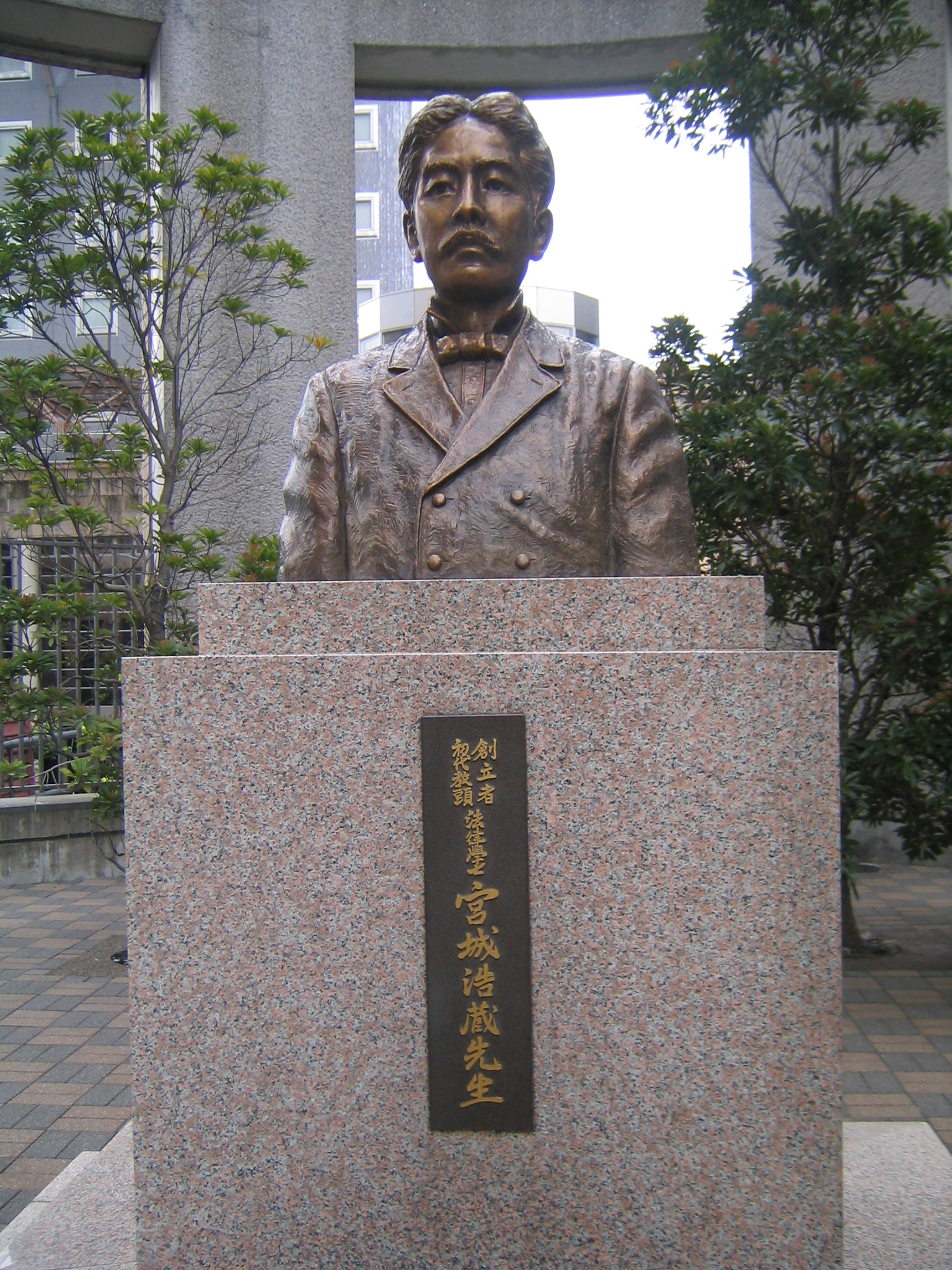
宮城浩藏（日语：宮城浩蔵）
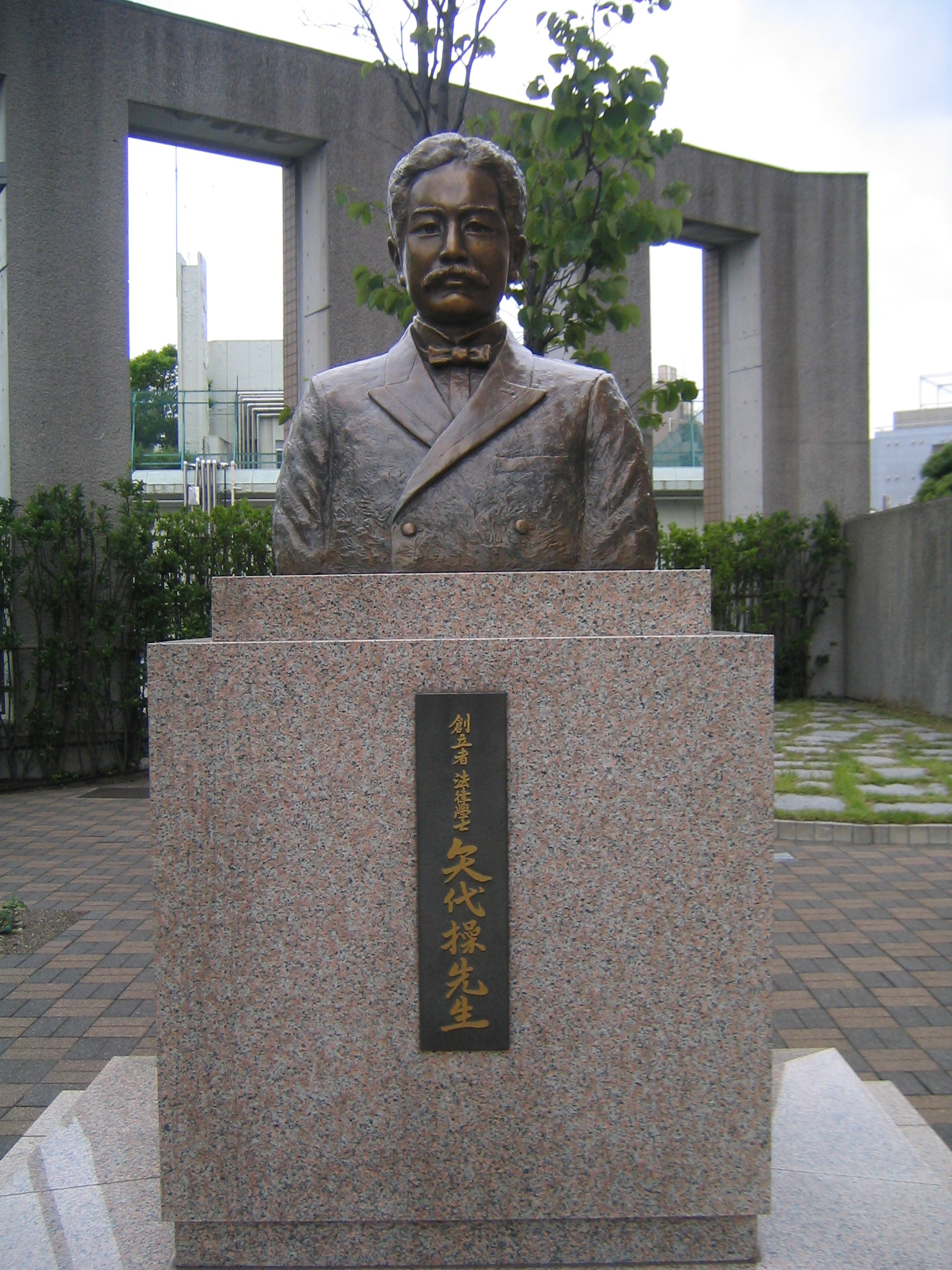
矢代操（日语：矢代操）

前身為1881年1月17日三名曾学习法国法的岸本辰雄、宮城浩藏、矢代操设立明治法律學校。明治19年（1886年）12月11日迁入神田南甲贺町新校舍。1920年正式升格为大学，改称明治大学，并有了法、商、政、文四学院。1949年2月21日，日本学制改革，该校随之成为新制大学，拥有法、商、政经、文、工、农等六个学院，25日又设置了第二部(夜校)。

### 年表
- 1881年 创建明治法律学校。
- 1886年 从有乐町原岛原邸、搬迁到神田區骏河台南甲贺町11新建的校园。
- 1903年 明治法律学校改称为“明治大学”（根据專門學校令（日语：専門学校令））。

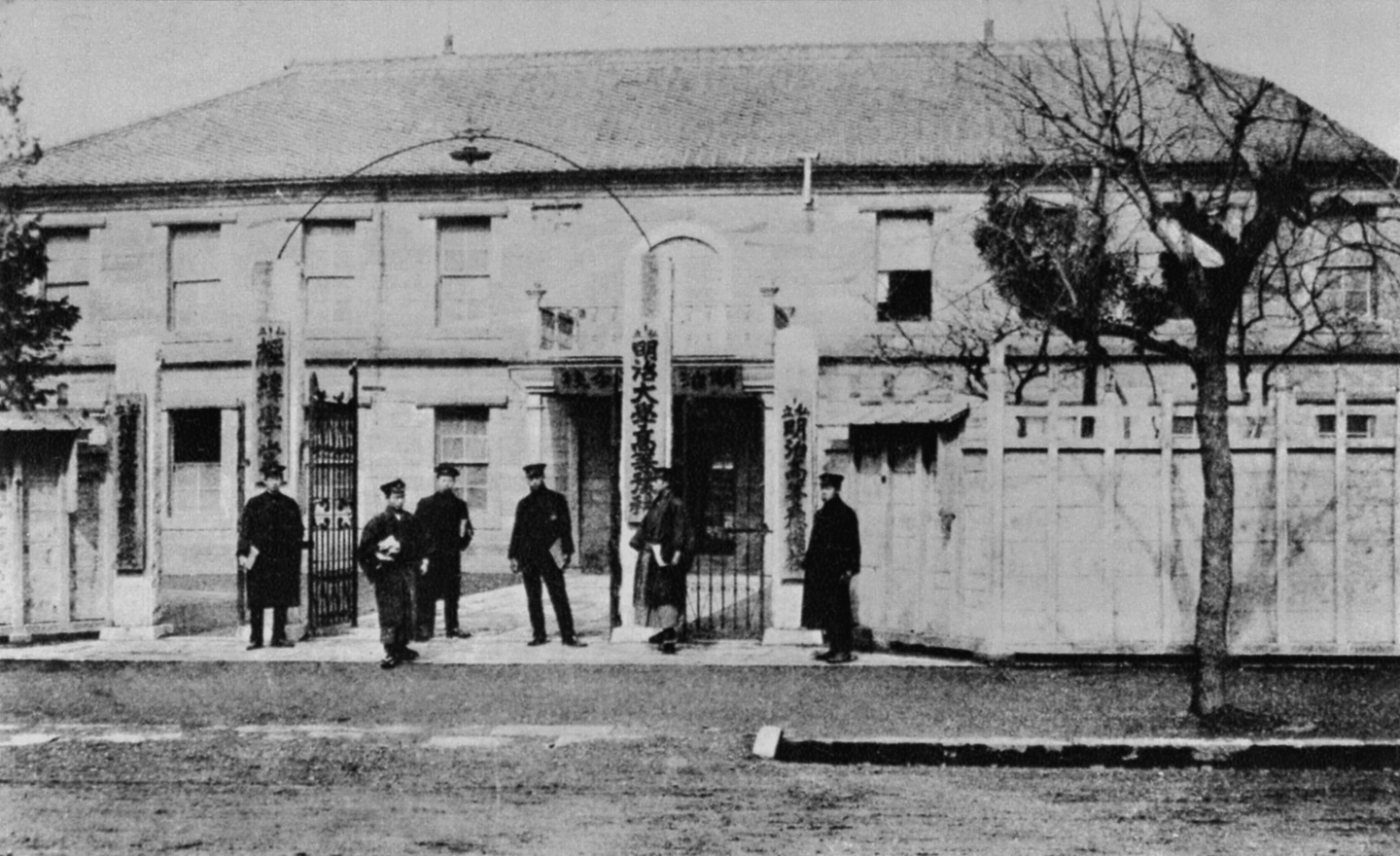
經緯學堂（1904年）

- 1904年 設置經緯學堂（1910年廢止）。
- 1905年 将大学组织改为财团法人。
- 1911年 第一代纪念楼落成（处于现在的骏河台校區）。
- 1912年 第二代纪念楼落成。
- 1920年 根据大學令（日语：大学令）、批准认可设立大学、设置法学院、商学院。
- 1925年 设置政治经济学院。

- 1928年 第三代纪念楼落成。
- 1929年 设置专门部女子部。
- 1932年 设置专门部文科。
- 1934年 開設和泉校區（日语：明治大学和泉キャンパス）。

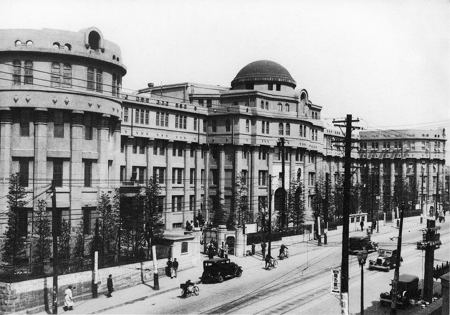
第三代纪念楼（1934年）

- 1939年 设置专门部兴亚科（1945年廢止）。
- 1944年 设置东京明治工业专门学校。
- 1946年 设置明治农业专门学校。
- 1949年 根据学校教育法（日语：学校教育法）、设置明治大学、设有法学院、商学院、政治经济学院、文学院、工学院和、农学院。
- 1950年 设置短期大学。
- 1951年 将大学组织改为学校法人（日语：学校法人）、開設生田校區。
- 1953年 设置经营学院。
- 1980年 举行建校100周年纪念典礼。
- 1984年 建校100周年纪念图书馆竣工。
- 1985年 建校100周年纪念大学会馆竣工。
- 1989年 设置理工学院。
- 1998年 建校120周年纪念馆“自由之塔（日语：リバティタワー (明治大学)）”综合教学大楼竣工。
- 2004年 设置信息交流学院、“学术公共园地（日语：アカデミーコモン）”教学大楼竣工。
- 2008年 设置国际日本学院。
- 2013年 開設中野校區、设置综合数理学院。

## 组织

### 学院

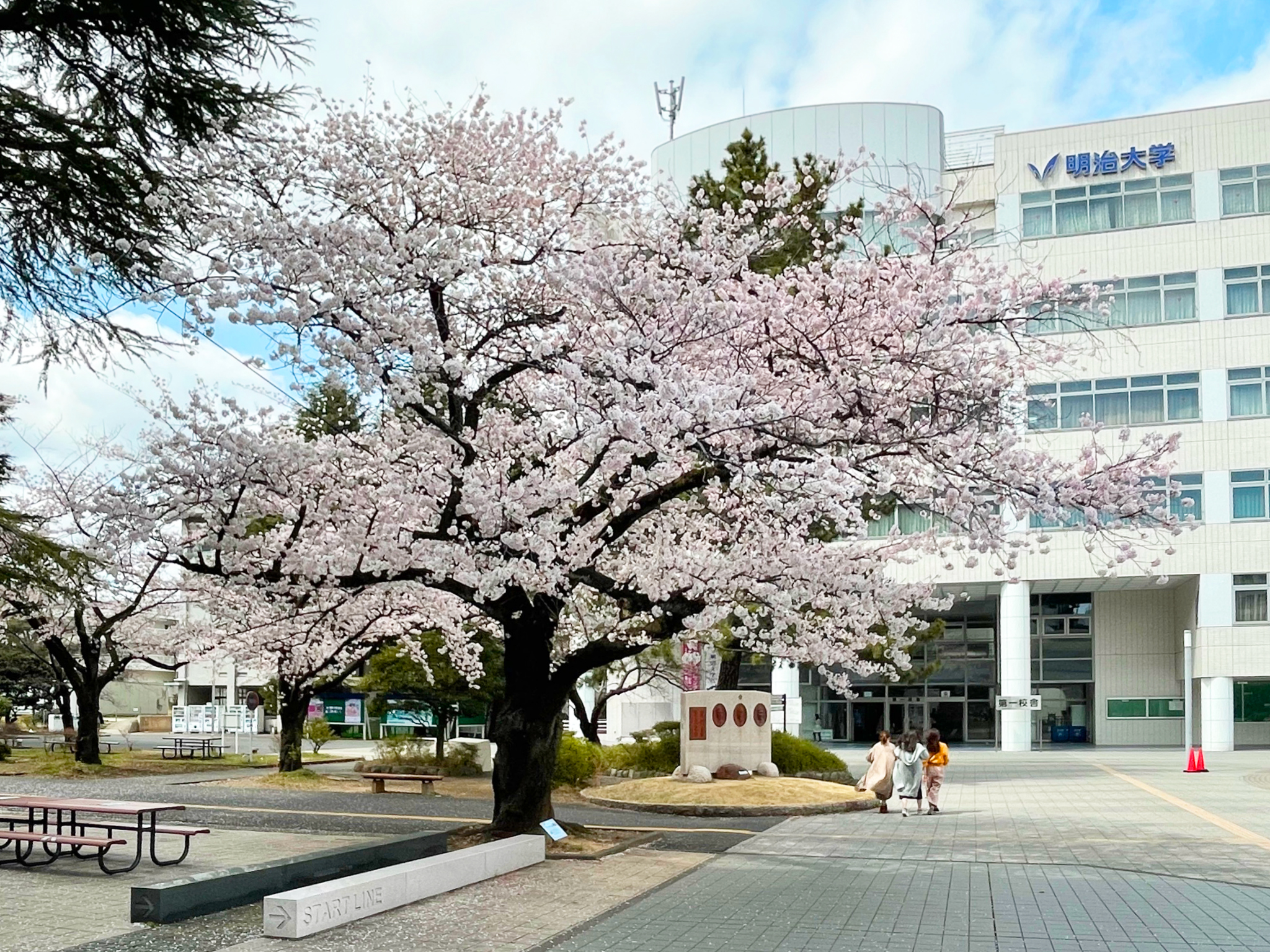
明治大學和泉校區

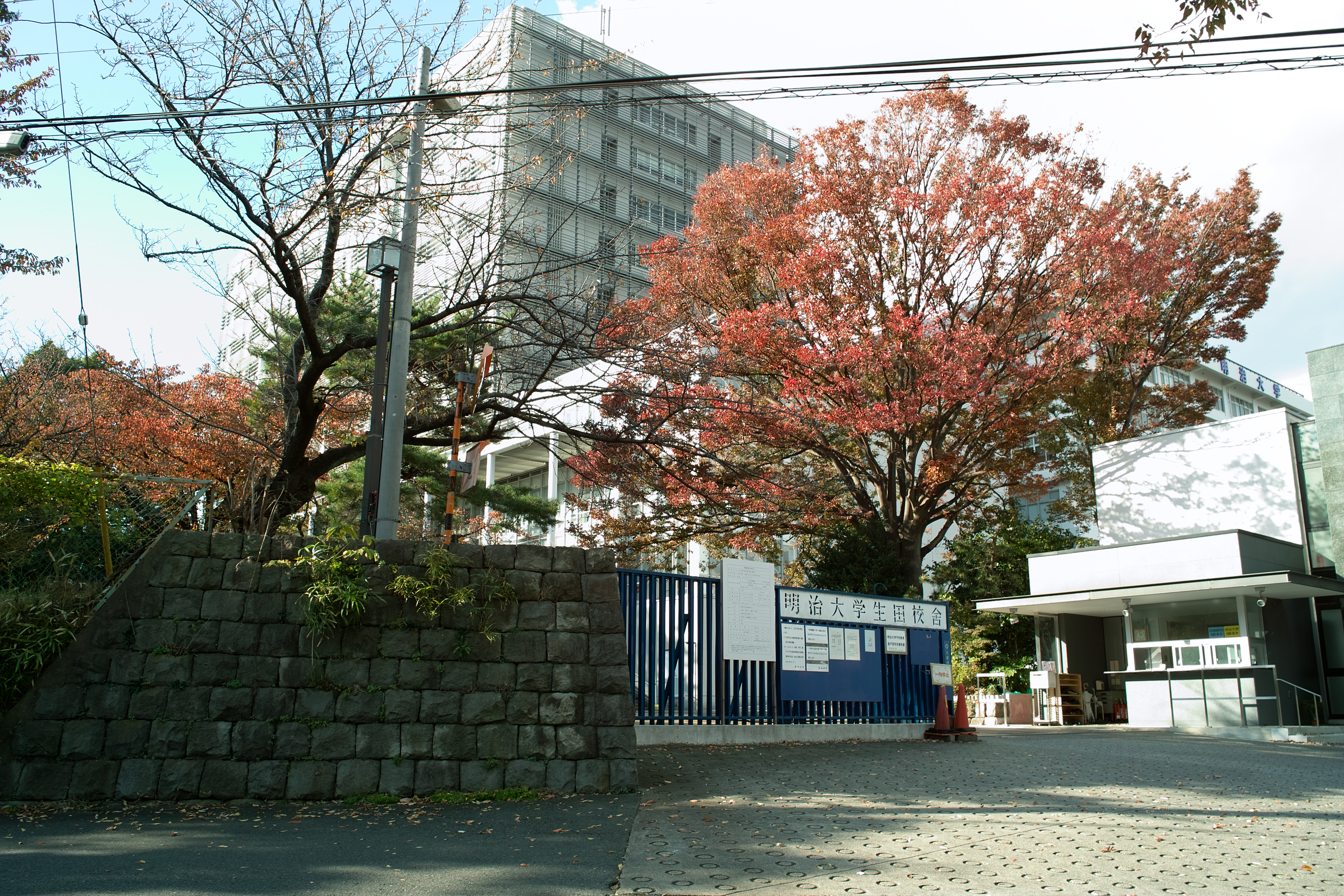
明治大學生田校區

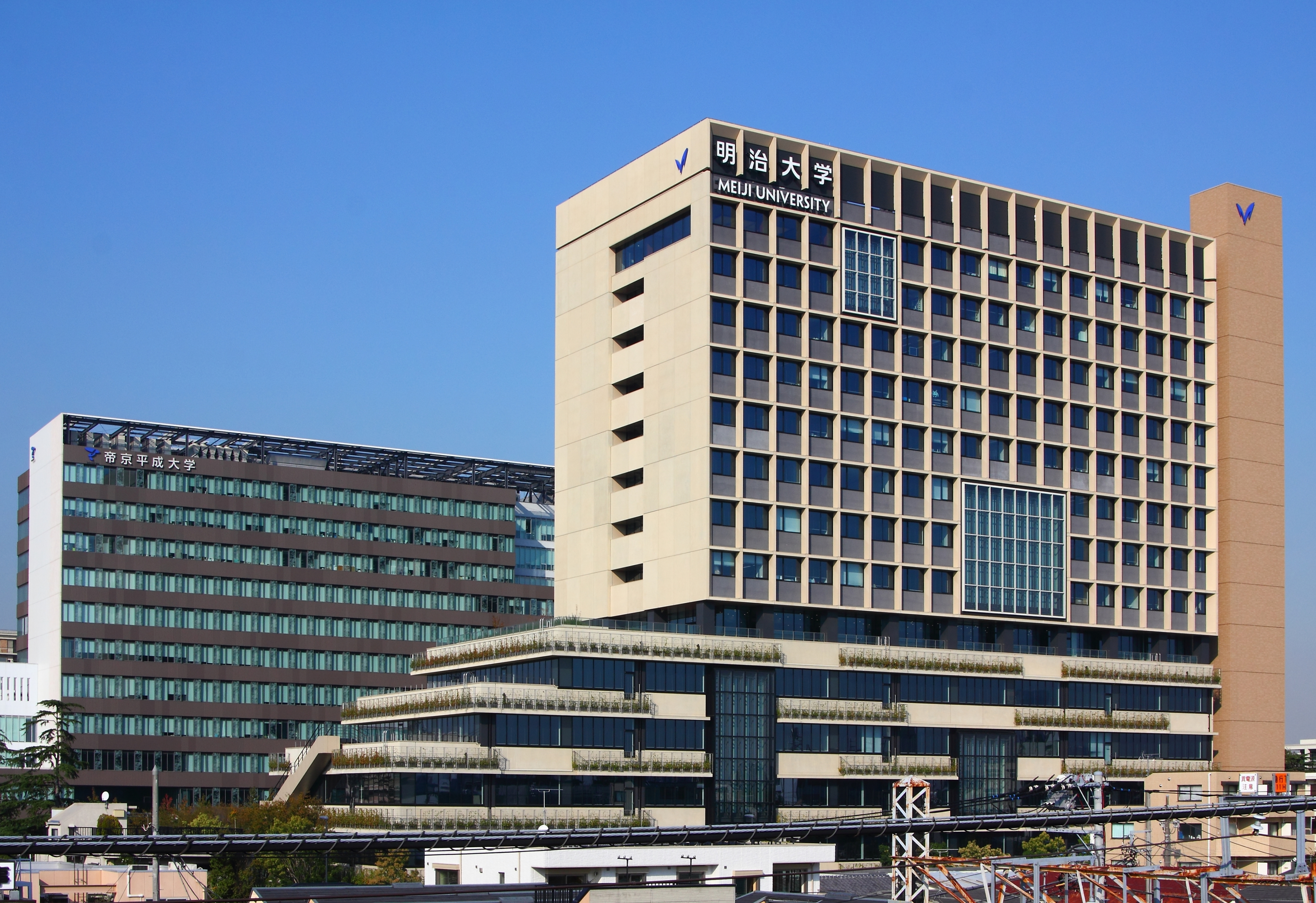
明治大学中野校区與後方帝京平成大學

- 法学院
- 商学院
- 政治经济学院
- 文学院
- 理工学院
- 农学院
- 经营学院
- 信息交流学院
- 国际日本学院
- 综合数理学院

### 研究生院
- 法学研究科
- 商学研究科
- 政治经济学研究科
- 经营学研究科
- 文学研究科
- 信息交流研究科
- 理工学研究科
- 农学研究科
- 尖端数理科学研究科
- 教养设计研究科
- 国际日本学研究科
- 全球政务管理研究科 (English only)

### 专门职业研究生院
- 政务管理研究科
- 全球商务研究科
- 会计高级职务研究科
- 法务研究科（法科大学院）

## 校区分布

### 东京都
- 骏河台校區：位于東京都千代田區神田駿河台
- 和泉校區：位于東京都杉並區永福
- 中野校區：位于東京都中野區中野

### 神奈川縣
- 生田校區：位于神奈川縣川崎市多摩區東三田（日语：東三田）

## 知名校友

### 政治

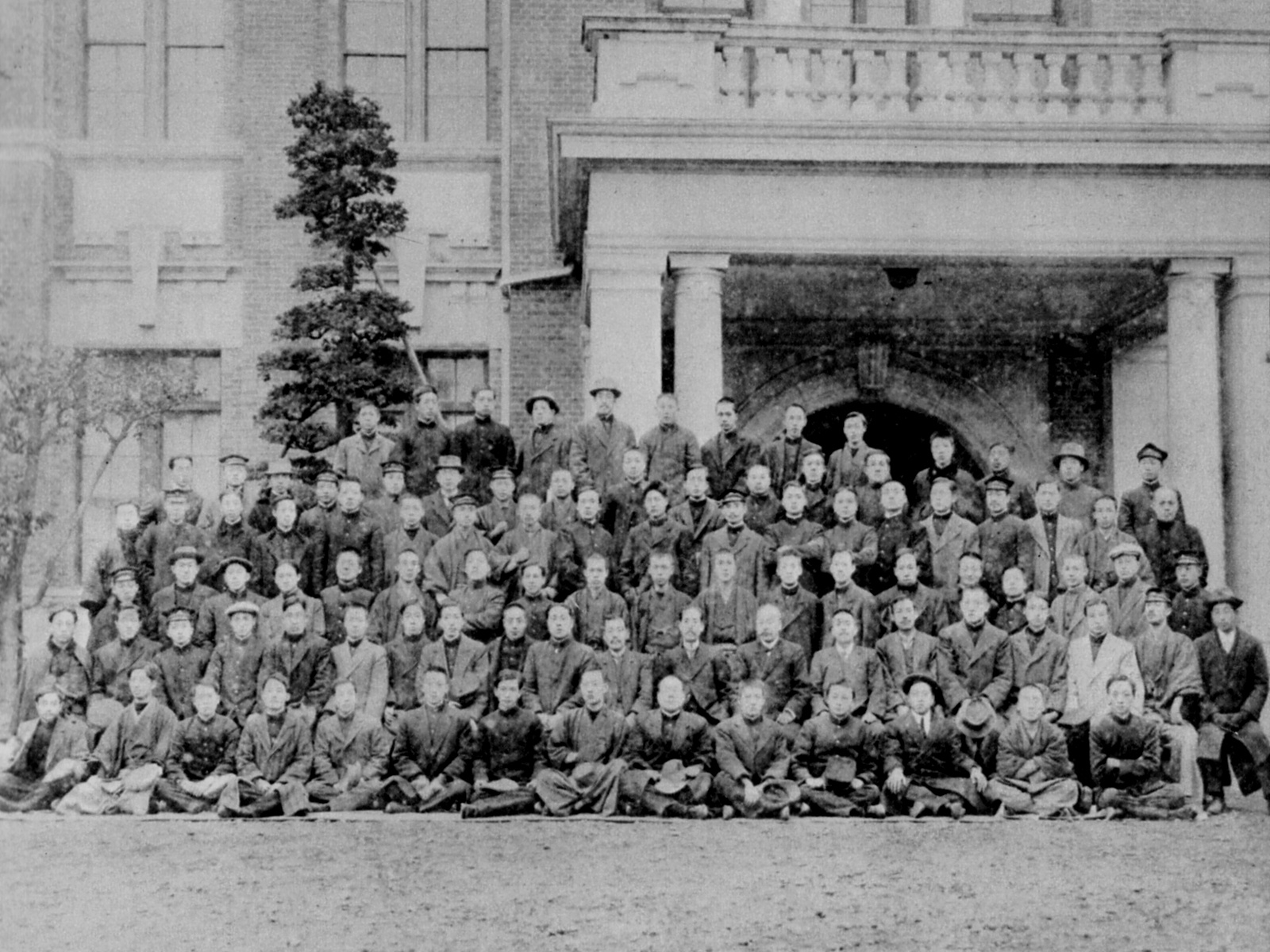
明治大學的中國留學生（大正初期）

- 三木武夫第66屆内阁总理大臣，历史上最年少议员当选。
- 村山富市-第81屆内阁总理大臣，日本社会党中央执行委员长。专业部毕业。
- 徐世昌（余澹如）-中華民國第二任總統具體留學時間不詳.
- 周恩来-中华人民共和国國務院总理，短期留學生（1917-1918）。
- 葉翔之-中華民國國防部情報局局長。
- 王任遠-中華民国法務部長。
- 高一涵-中国民主同盟中央委員、南京大学法学院院長兼政治系主任。
- 馬樹禮-中華民国駐日大使。
- 葉廷珪-台南市長。
- 辛文炳-台南市長。
- 梁肅戎-前中華民國立法院長。
- 吴铁城-前中華民國外交部長、上海市长。
- 郭國基-台灣知名異議人士，曾任台灣省議員、立法委員。
- 大野伴睦-原众议院议长，自由民主党副总裁。
- 山口敏夫-原众议院议员，原劳动大臣。
- 荒船清十郎-原众议院议员，原运输大臣。
- 伊藤直纯-原众议院议员。宪政党。明治法律学校鳖。
- 飞鸟田一雄-原横滨市长。日本社会党中央执行委员长。
- 石田幸四郎-原众议院议员。公明党委员愁。
- 吉田公一-原众议院议员，原众议院外交委员长。政治经济学部中皖。
- 佐藤孝行-众议院议员，自民党。原总务厅长官。
- 松本和那-原千叶县县议，原众议院议员。药铺「松本清公司」原社长。商学部毕业。
- 莲实进-国土交通省副大臣。
- 笹川尧-自民党众议院议员，法学部中退。
- 山本荣彦-山梨县知事。
- 细川律夫-民主／众人。
- 福冈宗也-民主／众人。
- 中野清-改革俱乐部／众人。
- 御法川英文-自民／众。
- 莲实进-自民／疹。
- 小林多门-自. 民／疹。
- 樱田义孝-自民／疹。
- 渡边博道-自民／。
- 新藤义孝-前众议宇。
- 北冈秀二-自民／参。
- 野间赳-自民／参。
- 松本政司-自民／参。
- 高桥千秋-无所／参2。
- 漆原良夫-公明／众人1。
- 謝介石-滿洲國第一任外交總長。
- 松岡洋右-外務省（外交官試験首席合格）、上海総領事、外務大臣、満鉄総裁
- 重信房子-日本红军领导人。

### 經濟
- 岡烈-鈴木商店支配人（比三井、三菱大的戦前之大財閥、双日、神戸製鋼所、帝人、IHI、三井住友海上火災保険等的原点）、東京煤气取締役、帝国麦酒（SAPPORO BEER）設立
- 山下亀三郎–“海運王”、山下財閥当主、山下汽船（商船三井）・浦賀船渠（住友重機械工業）創立、跟渋沢栄一一起創立扶桑海上保険（三井住友海上）等、学校法人桐朋学園（桐朋学園大学、桐朋中学・高等学校等）創設、和秋山真之親交・负责内閣顧問贡献政界・軍部、山下公園寄贈、勲一等
- 竹内啓治-住友本社、住金鋼材工業（日鐵住金建材）社長、関西山形県人会会長
- 藤田謙一-日本商工会議所創設・初代会頭
- 利光鶴松-小田急集团創設、千代田瓦斯（東京煤气）社長、京成電鉄会長、東京地下鉄銀座線・京王井之頭線開設、衆議院議員、律师（司法試験首席合格）、利光松男（日本航空社長）之父
- 井上篤太郎-京王集团創設、衆議院議員、貴族院議員
- 平井太郎-西日本放送創設
- 大野修司-豊田自動車代表取締役、豊田品質管理賞創設、勲二等瑞宝章
- 森永太平-森永製菓社長、森永乳業設立、全国菓子協会会長、日本広告主協会会長、森永製菓創業者森永太一郎長男・安倍昭恵（第90代内閣総理大臣安倍晋三夫人）的爷爷
- 岩崎浩一-日清食品社長

### 学者
- 北野大-淑德大学教授，分析化学·环境化学。北野武的哥哥。
- 齐藤茂太-精神科医生·医学博士。齐藤茂吉的长子。随笔家。
- 中谷义和-立命馆大学教授，政治学。
- 平野裕之-庆应义塾大学法律系大学院教授民法学。民法学者。
- 弥永真生-筑波大学教授。商法学者。
- 河木成一-国际雁预防学会理事。国际细胞营养学会理事。医学博士。理学博士。
- 川端博- 明治大学教授。刑法学者。日本刑法学理事。法学博士。
- 吉田善明-明治大学教授。宪法学者。法学博士。
- 菊田幸一-明治大学名誉教授。犯罪学学者。法学博士。日本著名的死刑废止论者。
- 宫崎繁树-明治大学名誉教授。著名国际法学者。
- 高桥岩和-明治大学法科大学院教授。经济法学者。日本经济法学会理事。法学博士。德国竞争制限禁止法研究卓著。
- 林秀雄-臺灣輔仁大學法律學系榮譽講座教授、政治大學法律學系教授。臺灣著名民法(身分法)學者，研究著作等身。
- 江義雄-臺灣中正大學法律學系已退休榮譽教授、曾任台灣第七屆立法委員。

### 法律界人士

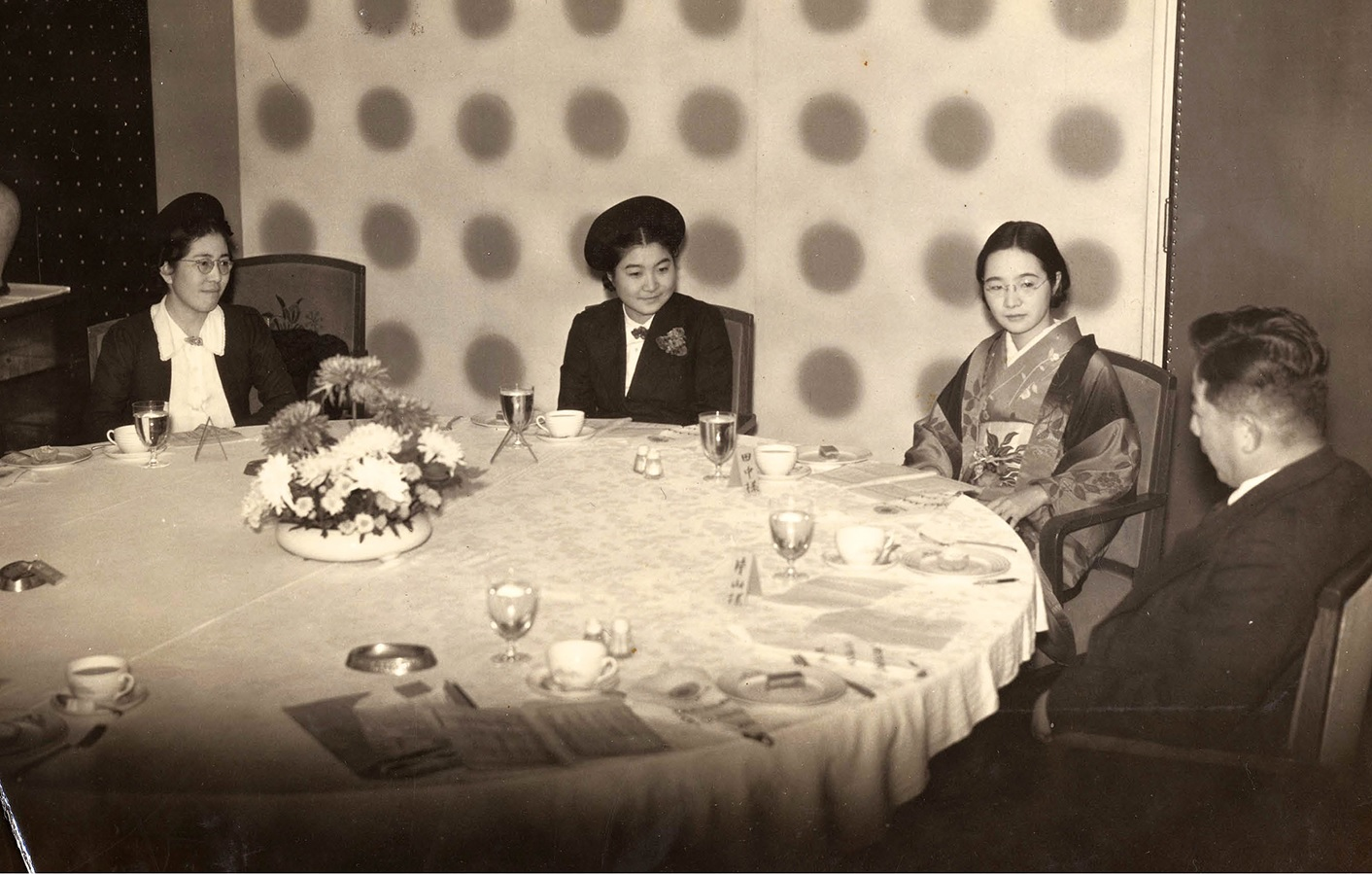
久米愛（左）、三淵嘉子（中）、中田正子（右）

- 布施辰治-律师。明治法律学校毕业。04年10月12日，以日本人初次被韩国政府授予，给予朝鲜独立运动贡献了的人物的「建国勋章」。
- 鍛冶千鶴子（日语：鍛冶千鶴子）-律师。东京女性财团理事长。
- 久米愛（日语：久米愛）-律师。日本第一位女性律师。
- 中田正子（日语：中田正子）-律师。日本第一位女性律师。
- 三淵嘉子（日语：三淵嘉子）-法官。日本第一位女性法官。
- 平出修律师。大逆事件（日语：幸徳事件）的辩护人。
- 尾佐竹猛（日语：尾佐竹猛）-大审院法官。
- 菅原裕-原东京律师会会长。法律界人士政治联盟副理事长。
- 熊崎胜彦-原最高检公安部长（原东京地方检察厅特搜部长）。
- 上田广一-仙台高检检察官长（原东京地方检察厅特搜部长）]]。
- 鹈伺聪明-战后东京审判时任日方辩护团团长。

### 文坛
- 巫永福-台灣作家
- 山口昇-小说家、遊戲劇本作家。
- 猪瀬直树-作家（大学院毕业），道路公团民营化委员会委员。
- 山田咏美-小说家，原漫画家。中退。
- 南英男-小说家。
- 齐藤绿雨-小说家。
- 佐佐木味津三-小说家，「旗本退屈男」「右門捕物帖」。
- 落合惠子-作家，DJ。
- 阿久悠-作词家，作家（大学院毕业）。
- 鳖桥由美子-作家。
- 伊藤左千夫-小说家·和歌作家。創立「阿羅羅木」雜誌。代表作品「野菊之墓」。
- 菊池宽-作家。退学。
- 田村隆一诗人，翻译家。
- 辻征夫-诗。
- 唐十郎-戏剧作品家。
- 川村毅-戏剧作品家。
- 曾野茅蜩-戏剧作品家。
- 岛田一男-推理小说家。
- 佐竹一彦-推理小说家。
- 井上雅彥- SF作家。
- 山田正紀- SF作家。
- 天童荒太-作家。
- 赤羽尧-作家。
- 喜多岛隆作家。
- 盛田隆二作家。
- 藤原智美作家。
- 中泽圭-最皖。
- 花屋圭太郎-作家。
- 木村绫子- 小品文作者，杂志模特兒。
- 牧原清-作家，翻译家。商务工程研究会主持。
- 目黑考二- 小品文作者，「书的杂志」发行人。
- 羽田圭介-作家文艺奖获奖，在校中。
- 黑田明矢-和歌作家协会奖佳作，东方的国家奖特别奖。
- 福岛正实-翻译家。「SF杂志」第一代主编。
- 中田耕治-翻译家。
- 齐藤伯好-翻译家。
- 田向正健-剧作家。
- 藤田旭山-和歌作家。
- 石田波乡-和歌作家。「仙鹤」主持。
- 城户朱理-诗人。
- 布势博一-剧作家。「热中时代」等。
- 赤堀悟-剧作家，作家。
- 两泽和幸-剧作家。
- 吉田纪子-剧作家。
- 池端俊策-剧作家。
- 山下祐樹- 德国文艺杂志奖展愁賞。
- 塚本千寻- 英国奖活。
- 三浦明博- 广告创意人，乱步奖获筋。
- 村尾靖子-童话作家。
- 铃木尤里卡-诗人。由「Mobile·爱」得到H奖。
- 子母澤寬-作家。「新编组始末记」「胜海舟」。
- 渡航-小说家。

### 電影
- 北野武 - 电影导演。
- 岩橋直哉 - 电影导演。
- 岡本喜八 - 电影导演。
- 川島雄三 - 电影导演。
- 五社英雄 - 电影导演。
- 佐野和宏 - 电影导演。
- 篠原哲雄 - 电影导演。
- 佐佐部清 - 电影导演。
- 中島哲也 - 电影导演。

### 演藝
- 山下达郎 - 歌手。
- 宇崎龙童 - 歌手。
- 阿木陽子 - 作词家。宇崎龙童的妻子。
- 古贺政男 - 作曲家，古贺旋律的首创者当。
- 世良让 - 爵士乐钢琴家。
- 百百彻 - 爵士乐钢琴家。
- 阿形森鱼 - 歌手。
- 宫泽和史 - 歌手。THE BOOM的歌手。
- 尾原胜吉 - 指挥家。与山田耕作们一起组成N响的前进「新交响乐团」。
- 林伊佐央 - 歌手。
- 山中的风暴 - 锁带。
- 三桥美智也 - 歌手，民谣三桥流掌门人。
- 竹岛宏 - 演歌歌手。
- 根田哲雄 - 指挥家。
- 江户明美 - 歌手。
- 山下智久- 歌手演員
- 小山慶一郎 - 傑尼斯事務所組合NEWS成員
- 伊野尾慧 - 傑尼斯事務所组合Hey! Say! JUMP成員
- 米谷奈奈未 - 前日本女團欅坂46成員。農學部，生命科學科。
- 高仓健 - 演员。
- 西田敏行 - 演员。
- 田中裕子 - 女演员。
- 齐藤洋介 - 演员。
- 小林旭 - 演员。
- 北川景子 - 演员、模特兒。
- 泉里香 - 演员、模特兒。
- 井上真央 - 女演员。
- 坂田聪 - 演员。
- 夏木阳介-演员。
- 原田大二郎 - 演员。
- 松原智惠子 - 女演员。
- 原田夏希 - 女演員。在校生。
- 大杉涟 - 演员。中皖。
- 大平透 - 广播剧演员。
- 大森南朋 - 演员。
- 八名信夫 - 演员。
- 东野英治郎 - 演员。
- 山口祐一郎 - 演员。
- 小林隆 - 演员。新选组，井上源三郎角色。
- 矢岛正明-广播筋轾员。
- 深浦加奈子 - 演员。
- 松重丰 - 演员。
- 磨在志保 - 女演员、作家、俱乐部「双生子铺」所有者妈妈。我的双生子的姐姐
- 宫崎吐梦 - 演员，剧团大人计画所属。
- 黑田阿瑟-演员。
- 向井理 - 演员。
- 川島海荷 - 演员。
- 山本美月 - 演员、模特兒。
- 上白石萌音 - 女演员、歌手、聲優。
- 北野武 - 滑稽故事演员，电影导演，演员。
- 三宅裕司 - 演员，艺人。
- 渡边正行 - 演员。
- 小宫孝泰 - 演员。
- 大川奉 - 演员·大川振兴事业。
- 立川志之辅 - 落語家。
- 春风亭鲤鱼升 - 落語家。
- 柴田理惠- 女演员。
- 三游亭小游三 - 街头艺人。
- 玉置宏 - 主持。
- 片冈未来 - 写真偶像。
- 藤森慎吾 - 諧星。
- 齋藤千春 - 乃木坂46成員，艺人

### 广播员
- 福留功男-NTV放送网广播员。
- 松永二三男-NTV广播员。
- 矢岛学-NTV广播员。
- 安住绅一郎- TBS广播员。
- 高畑百合子- TBS广播员。
- 饭村真一- 朝日电视广播员。
- 林美沙希- 朝日电视广播员。
- 渡边宜嗣- 朝日电视广播员。
- 中川聪- TV东京广播员。
- 滨田典子-原富士广播员，气象预报人。
- 松山香织-原中部日本放送广播员。
- 樱井洋子- NHK广播员。
- 宫田辉-原NHK广播员。故人。
- 石川康仁-原秋田朝日放送广播员。
- 志村正顺-原NHK广播员，棒球殿堂。
- 石泽典夫- NHK广播员。
- 仲山丰秋- NHK广播员。
- 山田重光- NHK广播员。
- 白崎义彦- NHK广播员。
- 三瓶宏志- NHK广播员。
- 森下和哉- NHK广播员。

### 艺术
- 高田裕三-漫画家。
- 石津谦介- 时兴制片人。
- 关口照生-摄影记者，广告照片活。
- 伊藤紫虹-画家。
- 加藤一丰-画家。

### 体育

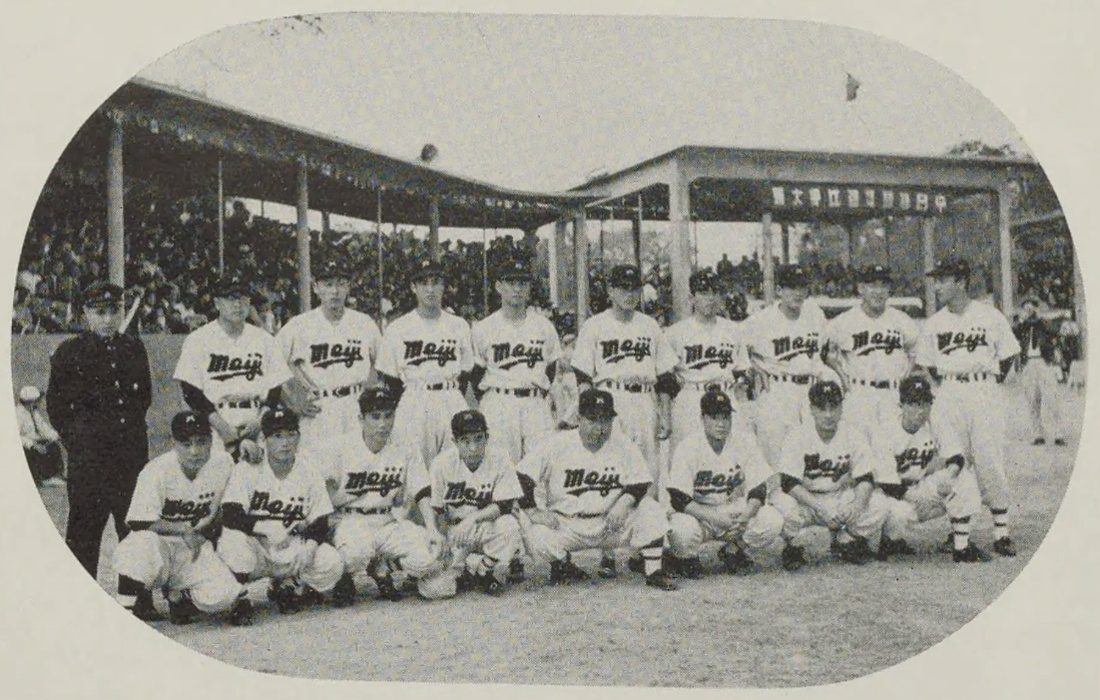
明治大學棒球隊（臺南市立棒球場）

#### 職業棒球員
- 大下弘-為日本的棒球選手、教練。打擊王。
- 杉下茂-澤村賞得主。
- 二出川延明-東京巨人隊初代背番号1
- 藤本英雄-舊名中上英雄，曾投出日本職棒史上第一場完全比賽。
- 川上憲伸-日本職棒中日龍隊投手，2004年澤村賞得主。
- 星野仙一-日本職棒楽天隊監督。
- 岡大海（プロ野球選手）
- 結城哲也-漫畫鑽石王牌角色，青道高中棒球部前隊長兼一壘手。
- 片岡鐵心-漫畫鑽石王牌角色，青道高中棒球部監督兼該校前王牌投手，在二年級時曾奪得全國高等學校野球選手權大會準優勝投手。
- 森下畅仁-日職棒廣島東洋鯉魚隊投手，2020年新人王。2019年作為隊長帶領明大棒球隊獲得東京六大學野球優勝。

#### 足球運動員
- 長友佑都-現效力土超球會加拉塔沙雷，日本国家足球隊成員，司職後衛。
- 小川佳純-現效力日職球會名古屋鯨魚，2008年新人王，日本国家足球隊成員候補。
- 佐々木則夫-日本女子国家足球隊教練，女子足球世界年間最優秀監督賞，引導女子隊獲得２０１１世界杯冠軍。
- 井染道夫-日本足球協会顧問
- 林陵平-現效力日乙球會東京綠茵，司職前鋒。

#### 其他球類運動員
- 水谷隼-日本男子乒乓球运动员。日本選手權男子單打5連霸。
- 小川智大-日本男子室內排球運動員，位置為自由人，加盟V-League1名古屋狼犬，2021年入選國家代表隊。

#### 賽馬運動
- 池添學-日本中央競馬會栗東訓練中心練馬師。

## 姊妹校
- 台灣
  - 國立臺灣大學
  - 國立政治大學
  - 國立中興大學
  - 國立臺灣師範大學
  - 國立嘉義大學
  - 國立高雄應用科技大學
  - 國立屏東科技大學
  - 國立虎尾科技大學
  - 國立臺北大學
  - 中國文化大學
  - 弘光科技大學
  - 中原大學

- 香港
  - 香港大学
  - 香港中文大学
  - 香港城市大学

- 中国
  - 北京大学
  - 清华大学
  - 南京大学
  - 中国人民大学
  - 上海交通大学
  - 延边大学
  - 辽宁大学
  - 大连外国语大学
  - 华东师范大学
  - 厦门大学
  - 中央财经大学
  - 西南交通大学
  - 中山大学
  - 中国社会科学院
  - 中央民族大学
  - 大连海事大学
  - 苏州大学
  - 深圳大学

## 外部連結
- 明治大學 （页面存档备份，存于）（日語）